# Alyxia angustissima
Alyxia angustissima là một loài thực vật có hoa trong họ La bố ma. Loài này được Merr. & Quisumb. mô tả khoa học đầu tiên năm 1954.